# Diarthron issykkulense
Diarthron issykkulense är en tibastväxtart som först beskrevs av Evgeniia Georgievna Pobedimova, och fick sitt nu gällande namn av Kit Tan. Diarthron issykkulense ingår i släktet Diarthron och familjen tibastväxter. Inga underarter finns listade i Catalogue of Life.